# 1474.
◄ | 14. stoljeće | 15. stoljeće | 16. stoljeće | ►
◄ | 1440-ih | 1450-ih | 1460-ih | 1470-ih | 1480-ih | 1490-ih | 1500-ih | ►
◄◄ | ◄ | 1471. | 1472. | 1473. | 1474. | 1475. | 1476. | 1477. | ► | ►►
Arhitektura • Astronomija • Glazba • Knjige • Književnost • Kršćanstvo • Medicina • Pravo • Promet • Slikarstvo • Znanost

## Događaji
- 25. listopada – započeli Burgundski ratovi između burgundskog vojvode Karla Smjelog i Stare švicarske konfederacije sa saveznicima, koji su trajali do 1477. godine

## Rođenja
- 21. ožujka – Anđela Merici, katolička redovnica, svetica i utemeljiteljica reda uršulinki († 1540.)

## Smrti
- Katarina Tomašević, bosanska kraljevna, kći bosanskoga kralja Stjepana Tomaša Kotromanića i kraljice Katarine Kosače (* oko 1453. ili 1456.)

- 3. siječnja –  Petar Riario, talijanski franjevac, kardinal i papinski diplomat, kratko vrijeme (1473-74) na čelu Splitske nadbiskupije i metropolije

- 11. prosinca –  Henrik IV. Kastiljski, kralj Kastilje i Leona 1454.–1474. (* 1425.).

## Vanjske poveznice
|  | Zajednički poslužitelj ima još gradiva o temi 1474. |